# Dumbráva (Beszterce-Naszód megye)
Dumbráva (románul: Dumbrava) település Romániában, Beszterce-Naszód megyében.

## Fekvése
Beszterce-Naszód megye középső részén fekszik, Besztercétől mindössze 15 km-re északkeletre. A Borgói- havasok lábánál, Jád, Oroszborgó és Dornavölgyitelep falvak közt helyezkedik el.

## Története
A falu az 1950-es évekig Jád részét képezte, ekkor vált önálló településsé. Az 1966-os népszámlálás idején 134 lakosa volt, melyből 133 román és 1 szlovák nemzetiségűnek vallotta magát. A 2002-es népszámlálás idején 320 lakosából 306 román, 14 cigány nemzetiségű volt.